# Brafa
 (novembre 2024).
Si vous disposez d'ouvrages ou d'articles de référence ou si vous connaissez des sites web de qualité traitant du thème abordé ici, merci de compléter l'article en donnant les références utiles à sa vérifiabilité et en les liant à la section « Notes et références ».
 (novembre 2024).
La BRAFA est l’une des foires d’art les plus prestigieuses[passage promotionnel] d’Europe d'une durée de 8 jours durant laquelle sont exposées à Brussels Expo, dans un décor raffiné, des œuvres rares, allant de l’Antiquité au XXIe siècle. 

## Historique
Depuis 1956, année de sa création, c’est son goût pour l’excellence[passage promotionnel] qui l’a fait sans cesse évoluer. Au fil du temps, elle s’est agrandie, internationalisée, a changé de lieu plusieurs fois sans perdre de son élégance avec un objectif simple : proposer la foire d’art la plus qualitative possible afin de combler les envies des collectionneurs à la recherche de pépites[passage promotionnel].

## Description
130 galeries internationales occupent annuellement les 21 000 m2 des Palais 3 et 4 de Brussels Expo. Qu’il s’agisse de peinture ancienne ou moderne, d’art tribal, de joaillerie, d’argenterie ou de design, ce sont les galeries de premier plan[passage promotionnel] dans chaque spécialité qui sont sélectionnées avec attention pour chaque édition. Dès son arrivée à la BRAFA, le visiteur entame un voyage[passage promotionnel] dans les allées où sont mélangés les époques et les styles, ce qui permet à l’œil de rester alerte[passage promotionnel]. La diversité des spécialités proposées offre également aux collectionneurs la possibilité de s’ouvrir à d’autres domaines.
Chaque année, ce sont plus de 65 000 visiteurs qui viennent[réf. nécessaire], d’Europe et d’ailleurs, découvrir la nouvelle édition de la foire. Que l’on s’y rendre entre amis, en famille, en duo ou en solo, la BRAFA, c’est l’occasion d’échanger, d’apprendre, de s’inspirer, ou tout simplement d’avoir un coup de cœur pour une œuvre exceptionnelle[passage promotionnel]. La BRAFA aime partager sa passion pour l’art avec ses visiteurs[passage promotionnel] et propose traditionnellement un thème particulier ou un invité d’honneur, des conférences quotidiennes sur le stand de la Fondation Roi Baudouin ainsi que des visites guidées en plusieurs langues.

## Président
- Harold t'Kint de Roodenbeke